# Viviane dos Santos Barbosa
Viviane dos Santos Barbosa (Salvador, BA) é uma engenheira química e bioquímica que pesquisa catalisadores, substâncias que aceleram e melhoram o rendimento de reações químicas. Viviane ganhou reconhecimento após receber um prêmio internacional por desenvolver um produto catalisador que reduz a emissão de gases poluentes.

## Biografia
Viviane nasceu em Salvador, Bahia, cresceu no bairro da Liberdade e sempre estudou em escolas da rede pública, como a Marquês de Abrantes (primário), ICEIA (ginásio), a antiga Escola Técnica Federal da Bahia, hoje Cefet. Desde pequena já demonstrava interesse em fazer ciência, com apenas 3 anos aprendeu a ler e foi transferida para a primeira série do ensino fundamental. Na infância Viviane dava aulas de reforço para alunos de diversas escolas de Salvador, juntamente com suas irmãs e sua mãe, Nilza - idealizadora da Troca de Livro, um projeto que até hoje beneficia muitas famílias carentes na Bahia. 
Sua grande inspiração para fazer ciência teve a contribuição de seu pai, Florisvaldo, que enchia a casa com vários objetos eletrônicos para seus experimentos e incentivava Viviane a manipular aparelhos como rádios e televisões.

## Carreira e Pesquisas
Ao completar seus estudos no ensino médio, Viviane ingressou no curso de química industrial na Universidade Federal da Bahia (UFBA), onde permaneceu por dois anos e realizou uma iniciação científica (Pibic) no grupo do Prof. Jailson Bittencourt de Andrade. Em 1990, após vencer diversos obstáculos, ingressou na Universidade Técnica de Delft, Holanda, onde concluiu o bacharelado em engenharia química e bioquímica e obteve seu mestrado em engenharia química no Departamento de Nanotecnologia. Lá, ela desenvolveu uma pesquisa com catalisadores através de uma mistura de paládio e platina. 
Sua pesquisa de mestrado envolvia a produção de catalisadores metálicos nanoestruturados contendo um ou mais elementos, produzidos através do método conhecido por spark generation and inertial impaction, que oferece a possibilidade de misturar metais até a escala atômica. Os catalisadores preparados através desse método nanotecnológico podem encontrar muitas aplicações em diversas áreas, como na produção de energia alternativa e no controle ambiental.  Os resultados obtidos tiveram grande relevância científica, o que levou Viviane, em conjunto com seus orientadores, a apresentar parte do trabalho em uma conferência realizada em Helsinque.

## Prêmios e reconhecimento
Em 2010, Viviane ganhou um prêmio na International Aeorol Conference, conferência realizada na cidade de  Helsinki, na Finlândia. O evento reúne cientistas de todas as partes do mundo, sendo realizado de quatro em quatro anos na América do Norte, Europa ou Ásia..O trabalho da cientista competiu com cerca de 800 outros trabalhos de todo o mundo. Os critérios de escolha envolviam a relevância científica e a apresentação. 
O foco de seu trabalho em engenharia química é na área da nanotecnologia. Trata-se de um ramo da ciência que consiste na manipulação de átomos e, a partir desse controle, realizar novas ligações entre eles, criando novas substâncias, estruturas e materiais.
O contato com a ciência começou com o pai, Florisvaldo Barbosa, morto em 2006, que nunca ficava sozinho na manipulação de aparelhos como rádio e televisão. “Ele era muito inteligente, adorava radioamadorismo e encantava os filhos com isso”, conta Nilza dos Santos Barbosa, 59 anos (em 2011), mãe de Viviane e professora de português.